# Parma (peixe)
Parma é um gênero de donzelas que habitam o Indo-Pacífico Sul, podendo ser encontrados dês do sul da Austrália até a Nova Zelândia, incluindo algumas ilhas oceânicas, como Kermadec. Os nomes comuns dados à esses peixes são parma (por causa do nome científico) ou donzela-temperada (por serem o maior gênero de espécies de donzelas que habitam águas e recifes temperados).

## Espécies[2]
- Parma alboscapularis
- Parma bicolor
- Parma kermadecensis
- Parma mccullochi
- Parma microlepis
- Parma occidentalis
- Parma oligolepis
- Parma polylepis
- Parma unifasciata
- Parma victoriae